# Kilmallock-Fläschchen

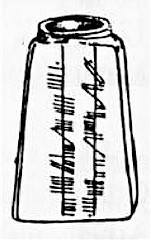
Kilmallock-Fläschchen mit Ogham-Inschrift

Das Kilmallock-Fläschchen ist ein Tintenfläschchen aus Blei mit einer eingeritzten Ogham-Inschrift, die „frühestens aus dem 18. Jahrhundert“ und „wahrscheinlich nicht viel älter als das Jahr 1800“ ist.

## Fundgeschichte
Das Kilmallock-Fläschchen wurde von einem Bauern beim Umgraben in der Nähe der Ruinen des ehemaligen Dominikanerklosters von Kilmallock, Grafschaft Limerick, Irland, gefunden. Das Fläschchen kam in den Besitz eines katholischen Priesters im Ruhestand, der dort wohnte. Der irische Archäologe und Zeichner William Frederick Wakeman (1822–1900) erfuhr 1844 von dem Fläschchen und beschäftigte sich damit. Er schätzte das Fläschchen wegen des Schriftzuges und wegen der Umstände seiner Entdeckung in Kilmallock als „äußerst wertvoll“ ein. Am Ende ging das Kilmallock-Fläschchen in den Besitz der Royal Irish Academy in Dublin, Irland, über. Es galt lange als verloren und wurde wahrscheinlich aus der Sammlung der Royal Irish Academy gestohlen.

## Beschreibung
Das bleierne Tintenfläschchen ist 1 7/8 Zoll (etwa 4,8 cm) hoch. Der kreisrunde kragenartige Hals mit der Öffnung ist aufgesetzt. Auf der Unterseite des Gefäßes ist eine Markierung, die wie der Buchstabe D aussieht. Auf einer der breiten Seiten ist die Ogham-Schrift eingeritzt.

## Ogham-Inschrift
Die Ogham-Inschrift ist an zwei ebenfalls eingeritzten senkrechten Stammlinien, die beim Schreiben von Ogham-Texten üblich waren und den Kanten der Ogham-Steine entsprechen sollen, angebracht. Die Leserichtung der beiden senkrechten Zeilen ist jeweils von unten nach oben. Nach der ersten Zeile sowie vor und nach der zweiten Zeile ist jeweils ein Punkt über der Stammlinie als Worttrenner und als Schlusspunkt der Inschrift.
Ogham-Inschrift
Die Leserichtung ist bei der folgenden waagrechten Darstellung von links nach rechts.
᚛ᚅᚔᚌᚂᚐᚄᚋᚓᚔᚉᚆ᚜
᚛ᚉᚔᚂᚂᚋᚑᚉᚆᚑᚂᚋᚑᚌ᚜
Übertragung
NIGLAS MEICH
CILLMOCHOLMOG
Bedeutung der Inschrift
Ziegler vermutet in beiden Zeilen eine Besitzerangabe. Macalister vermutet bei NIGLAS MEICH den Vor- und Nachnamen des Herstellers oder auch Besitzers. CILLMOCHMOLMOG ist für Macalister eine (ihm allerdings unbekannte) Bezeichnung für die Stadt Kilmallock (heutige irische Bezeichnung Cill Mocheallóg). Nach Macalister müsste der irische Stadtname jedoch „Ceall mo-Cheallóg und nicht mo-Cholmóg“ lauten Wakeman dagegen gibt ohne weitere Erklärung der Inschrift in seiner Veröffentlichung von 1882 die Lesung „Nig lasmeich und Cill Mocholmog“ an.